# ナム・ジュヒョク
ナム・ジュヒョク（남 주혁、1994年2月22日 - ）は、韓国の俳優・モデル。マネジメントSOOP所属。

## 来歴

### デビュー前
1994年2月22日、釜山広域市で誕生。中学生の頃からバスケットボールをしていて、当初はモデルではなく、バスケットボール選手になることを夢見ていた。怪我でバスケットボールを辞めて、モデルになることを決めた。20歳の時、K-Plusが主催した「ワンデー・モデル・エクスペリエンス」で1位を獲得し、K-Plusとモデル契約を結んだ。

### 2013-2014年
2013年10月、韓国のファッションブランド「SONGZIO」の2014S/Sコレクションにてモデルデビューを果たす。2014年2月、K-PlusはYGエンターテインメントとパートナーシップ契約を締結したため、YG KPLUS所属となった。2014年4月、楽童ミュージシャンの「200%」と「GIVE LOVE」のミュージックビデオに出演。ミュージックビデオ出演をきっかけにtvN「インヨ姫」でビック役にキャスティングされ、俳優としてデビュー。同年JTBCで放送されたバラエティ番組「学校に行ってきます」に出演し、一気に知名度を上げる。

### 2015-2017年
2015年4月、KBS「恋するジェネレーション」でハン・イアン役に抜擢され、初の主演デビューを果たす。2016年1月、tvN「恋はチーズ・イン・ザ・トラップ」でクォン・ウンテク役を演じた。7月、tvN「三食ごはん コチャン編」に出演。このシリーズの出演者の中でも最年少であった。8月にはSBS「麗＜レイ＞～花萌ゆる8人の皇子たち～」で第13皇子・ペガ役を、11月にはMBC「恋のゴールドメダル〜僕が恋したキム・ボクジュ」でチョン・ジュニョン役を、2017年7月にはtvN「ハベクの新婦」でハベク役を演じた。これらのドラマは多くの視聴者に好評を博し、海外でも次世代韓流スターとして大きな人気を集めた。COSMOPOLITANのインタビューでは「10年後は、今より100倍素敵な人になりたいです。俳優としてもそれだけ良くなりたいです」と演技に対する想いを語った。

### 2018-2019年
2018年9月、映画「安市城 グレート・バトル」にサムル役で出演。スクリーンデビューを果たした同作品で<第38回韓国映画評論家協会賞 (新人俳優賞)>をはじめとする数々の新人賞を受賞した。先輩俳優たちの間でも安定した演技力で存在感を発揮し、演技の幅を広げて20代の俳優としての地位を固めてきた。2019年2月、JTBC「まぶしくて～私たちの輝く時間～」でイ・ジュナ役を演じた。共演したベテラン女優キム・ヘジャに対して、「先輩と演技しながら、本当にジュナになって会話している気分だった。演技しているという気がしなかった。撮影していた3ヶ月は、すべての瞬間が幸せだったし、一刻も早く撮影現場に行きたいというそんな時間だった」とNYLONのインタビューで語った。2019年は、テレビ出演が少ないもののNetflixオリジナルシリーズ「保健教師アン・ウニョン」に皮切りに、ドラマや映画の撮影などを含め計5本の作品を準備した。

### 2020年
2月に日本でファンミーティングを開催予定であったが、新型コロナウイルスの影響で延期となった。4月、YGからマネジメントSOOPに移籍を発表。マネジメントSOOPは「ナム・ジュヒョクは、これまで多方面で彼ならでの魅力を披露し、幅広い演技の幅を固めており、これからも披露する能力が多い俳優である。俳優ナム・ジュヒョクの長所と無限の可能性、俳優としての力量がよく発揮されるように助ける予定」と述べた。9月25日よりNetflixにてNetflixオリジナルシリーズ「保健教師アン・ウニョン」が配信された。10月にはtvN「スタートアップ: 夢の扉」にナム・ドサン役で出演。12月には映画「ジョゼと魚と虎たち」が韓国で公開された。

### 2021年
4月20日、米国の経済専門誌フォーブスが選定した「30歳未満のアジアで影響力のある30人」に選ばれた。7月29日、日本公式ファンクラブがリニューアルオープンした。

### 2023年
3月20日より兵役のため入隊し、軍事警察隊に所属。翌2024年9月除隊。

## 出演

### ドラマ
- インヨ姫（2014年、tvN） - ビック 役
- 恋するジェネレーション（2015年、KBS） - ハン・イアン 役
- 華麗なる誘惑（2015年 - 2016年、MBC） - チン・ヒョヌ（幼少時代） 役
- 恋はチーズ・イン・ザ・トラップ（2016年、tvN） - クォン・ウンテク 役
- 麗〜花萌ゆる8人の皇子たち〜（2016年、SBS） - ペガ 役
- 恋のゴールドメダル〜僕が恋したキム・ボクジュ（2016年 - 2017年、MBC） - チョン・ジュニョン 役
- ハベクの新婦（2017年、tvN） - ハベク 役
- まぶしくて -私たちの輝く時間-（2019年、JTBC） - イ・ジュナ 役
- 保健教師アン・ウニョン（2020年、Netflix）- ホン・インピョ 役
- スタートアップ: 夢の扉（2020年、tvN）- ナム・ドサン 役
- 二十五、二十一（2022年、tvN）- ペク・イジン 役
- ヴィジランテ（2023年、Disney＋）- キム・ジヨン 役[27]

### 映画
- 安市城 グレート・バトル（2018年）- サムル 役
- ジョゼと虎と魚たち（2020年）- イ・ヨンソク 役
- 復讐の記憶（2022年）- インギュ 役[28]

### バラエティ
- 学校に行ってきます（2014年 - 2015年、JTBC）
- イケメンブロマンス（2016年、MBC）
- 三食ごはん コチャン編（2016年、tvN）
- コーヒーフレンズ（2019年、tvN）
- 三食ごはん 山村編（2019年9月20日、tvN）
- 見習い社長の営業日誌（2021年、tvN）

### ミュージックビデオ
- 楽童ミュージシャン『200%』（2014年）
- 楽童ミュージシャン『GIVE LOVE』（2014年）
- KANG NAM『CHOCOLATE (Feat. San E)』（2015年）
- 1415『흰 눈이 오면 (When It Snows)』（2018年）

### 広告・モデル
- エチュードハウス（2014年） - クリスタルと共演
- ポカリスエット（2014年）
- 韓国ABCマート（2014年）
- UGIZ（2016年）
- 農心（2016年、2018年）
- KB国民銀行（2017年）
- Columbia（2018年 - 2020年）[29]
- パラダイスシティ（2019年） - BLACKPINKと共演
- H&M（2020年）[30]
- Dior Beauty（2020年 - ）[31]
- TOPTEN（2021年 - ）[32]

## 書籍
- STAGE VOLUME NO.1 [ONE SUMMER WITH NAM JOO HYUK]（2015年11月17日）※韓国
- NAM JOO HYUK [25]（2018年2月22日）※韓国
- ナム・ジュヒョク 写真集「YOUTH」（ワニブックス刊、2019年3月14日）※日本

## 受賞歴
- 2015年　KBS演技大賞 - 「男子人気賞」[33]

- 2015年　APANドラマアワード - 「新人賞」[33]

- 2016年　MBC演技大賞 - 男子新人賞[34]
- 2016年　第1回 tvN10 アワード・芸能コンテンツ大賞 - 「三食ごはんシリーズ」[33]

- 2017年　第5回 Drama Fever Awards - ライジングスター賞[35]

- 2018年　第6回 アジア・スター・アワード 2018 - ライジングスター賞[36]
- 2018年　第2回 THE SEOUL AWARDS - 新人賞
- 2018年　第38回 韓国映画評論家協会賞 - 新人俳優賞[15]
- 2018年　第39回 青龍映画賞 - 新人男優賞[37]

- 2019年　第10回 今年の映画賞 - 新人俳優賞[38]

## イベント
ファンミーティング
その他